# Venterol - Piégut - Grand Vallon
Venterol - Piégut - Grand Vallon este o arie protejată (sit de importanță comunitară — SCI) din Franța întinsă pe o suprafață de 4.255 ha, integral pe uscat.

## Localizare
Centrul sitului Venterol - Piégut - Grand Vallon este situat la coordonatele 44°22′20″N 6°01′25″E / 44.37222°N 6.02361°E.

## Înființare
Situl Venterol - Piégut - Grand Vallon a fost declarat arie specială de conservare în baza directivei 92/43 din 1992 referitoare la conservarea habitatelor naturale și a faunei și florei sălbatice pentru a proteja 2 specii de plante și 15 specii de animale.

## Biodiversitate
Situată în ecoregiunea mediteraneană, aria protejată conține 15 habitate naturale: Matorral arborescenți cu Juniperus spp., Pajiști uscate seminaturale și facies de acoperire cu tufișuri pe substraturi calcaroase (Festuco-Brometalia) (* situri importante pentru orhidee), Pajiști cu Molinia pe soluri calcaroase, turboase sau argilos-nămoloase (Molinion caeruleae), Grohotișuri termofile și vest-mediteraneene, Păduri de fag din Europa Centrală dezvoltate pe sol calcaros cu Cephalanthero-Fagion, Păduri endemice cu Juniperus spp., Pajiști alpine și boreale, Formațiuni stabile xerotermofile de Buxus sempervirens pe pante stâncoase (Berberidion p.p.), Pajiști alpine și subalpine calcaroase, Formațiuni ierboase bogate în specii de Nardus, dezvoltate pe substraturi silicioase în zone montane (și în zone submontane, în Europa continentală), Mlaștini alcaline, Grohotișuri medio-europene calcaroase, de la nivel colinar și montan, Lande oro-mediteraneene cu formațiuni endemice de grozamă, Fânețe montane, Pante stâncoase calcaroase cu vegetație casmofită.
La baza desemnării sitului se află mai multe specii protejate:
- plante (2): Aquilegia bertolonii, papucul doamnei (Cypripedium calceolus)
- mamifere (6): liliac cârn (Barbastella barbastellus), lupul (Canis lupus), liliac cu urechi de șoarece (Myotis blythii), liliac cărămiziu (Myotis emarginatus), liliacul mare cu potcoavă (Rhinolophus ferrumequinum), liliacul mic cu potcoavă (Rhinolophus hipposideros)
- nevertebrate (8): molia lunii spaniolă (Actias isabellae), croitorul mare al stejarului (Cerambyx cerdo), fluturele auriu (Euphydryas aurinia), Euplagia quadripunctaria, rădașcă (Lucanus cervus), Osmoderma eremita, Oxygastra curtisii, Rosalia alpina
- reptile (1): Vipera ursinii

Pe lângă speciile protejate, pe teritoriul sitului au mai fost identificate 14 specii de plante, 1 specie de păsări.